# Livgrenadjärregementet (det yngre)
Livgrenadjärregementet (I 4/Fo 41) var ett infanteriförband inom svenska armén som verkade i olika former åren 1928–1997. Förbandsledningen var förlagd i Linköpings garnison i Linköping. Åren 1928–1974 var regementet en del av Kungl. Maj:ts Liv- och Hustrupper.

## Historia

### Bildandet
Livgrenadjärregementet bildades den 1 januari 1928, genom att Första livgrenadjärregementet och Andra livgrenadjärregementet upplöstes och avvecklades som självständiga regementen. Det nya regementet övertog beteckningen som Första livgrenadjärregementet hade fört, I 4.

### OLLI-reformen
I samband med OLLI-reformen, vilken genomfördes inom försvaret åren 1973–1975, sammanslogs Livgrenadjärregementet med Linköpings försvarsområde (Fo 11). Från den 1 juli 1975 bildades försvarsområdesregementet I 4/Fo 41. Detta medförde att inom Östergötlands försvarsområde blev Livgrenadjärregementet ett A-förband (försvarsområdesregemente) och Svea trängregemente och Svea artilleriregemente blev B-förband (utbildningsförband). Livgrenadjärregementet fick det samlade mobiliserings- och materialansvaret inom försvarsområdet och B-förbanden svarade endast som utbildningsförband.

### 1974 års regeringsform
I samband med att 1974 års regeringsform trädde i kraft den 1 januari 1975, ändrades namnet från Kungliga Livgrenadjärregementet till enbart Livgrenadjärregementet. Samtidigt fråntogs Konungen den formella rollen som högste befälhavare för krigsmakten, vilket även kom att gälla rollen som förbandschef över gardesförbanden. Från den 1 januari 1975 kvartsod monarken enbart som hederschef över gardesförbanden.

### Försvarsbesluten
Inför försvarsbeslutet 1982 föreslogs att Svea trängregemente skulle avvecklas senast 1987. Förslaget, som antogs av riksdagen, kom dock istället att ändras till att reducera regementet till en utbildningsbataljon, och inordna bataljonen den 1 juli 1985 under namnet Svea trängbataljon inom Livgrenadjärregementet (I 4). Dock kvarstod beslutet om att lämna kasernerna på Kaserngatan, och Svea trängbataljon omlokaliserades till Regementsgatan.
Genom försvarsutredning 88 stod det klart att fyra brigadproducerande regementen skulle avvecklas. Bakgrunden var att de ekonomiska problem som uppkommit inom försvaret under 1970-talet och 1980-talet kvarstod och ej löstes i samband med försvarsbeslutet 1987. Därav begärde Regeringen Carlsson I en ny utredning från överbefälhavaren Bengt Gustafsson, Försvarsutredning 88 (FU 88), om arméns utveckling. Utredning ledde till att Riksdagen i december 1989 beslutade om att armén från den 1 juli 1992 skulle bestå av 18 brigader (en minskning med elva brigader). I valet av vilka brigadproducerande regementen som skulle avvecklas ställdes hela tio regementen mot varandra: Värmlands regemente (I 2/Fo 52) i Karlstad, Livregementets grenadjärer (I 3/Fo 51) i Örebro, Livgrenadjärregementet (I 4/Fo 41) i Linköping, Kronobergs regemente (I 11/Fo 16/18) i Växjö, Norra Smålands regemente (I 12/Fo 17) i Eksjö, Hälsinge regemente (I 14/Fo 21) i Gävle, Älvsborgs regemente (I 15/Fo 34) i Borås, Hallands regemente (I 16/Fo3l) i Halmstad, Bohusläns regemente (I 17) i Uddevalla och Norra skånska regementet (P 6/Fo 14) i Kristianstad.
I den första samlade bedömningen ansågs Livgrenadjärregementet (I 4/Fo 41), Kronobergs regemente (I 11/Fo 16/18) och Älvsborgs regemente (I 15/Fo 34) ha de bästa förutsättningarna för att utbilda två brigader samt att utbilda mekaniserade brigader.
I den process som följde ställdes regementen inom militärområdena mot varandra. Flera faktorer pekade till fördel ut Livgrenadjärregementet som ett regemente som skulle kvarstå i freds- och krigsorganisationen. Dels så pekade regeringen ut Linköpings garnison med dess goda samövnings- och samträningsmöjligheterna inom garnisonen, vilken bestod av artilleri-, underhålls- och arméflygförband förutom infanteri samt infanteriets stridsskola i Kvarn. Vidare ansågs det att Livgrenadjärregementet tillsammans med Hälsinge regemente var lokaliserade på lämpliga platser ur en operativ utgångspunkt genom tänkta operationsriktningar norr och söder om Mälaren. Med bakgrund till det föreslog regeringen för riksdagen att avveckla brigaderna vid Livregementets grenadjärer (I 3/Fo 51), Bohusläns regemente (I 17) och Kronobergs regemente (II 11/FoI 16/18).
Utbildningen av Närkebrigaden föreslogs att överföras till Livgrenadjärregementet (I 4/Fo 41) i Linköping, för att där utbilda och omsätta två brigader. Kvar i Örebro skulle en försvarsområdesmyndighet organiseras. Avvecklingen av grundutbildningen i Örebro skulle vara helt genomförd den 30 juni 1992.
Inför försvarsbeslutet 1992 föreslog regeringen att krigsorganisationen skulle spegla fredsorganisationen. Därmed föreslogs att brigaden vid regementet skulle avskiljas från regementet och bilda ett självständigt kaderorganiserat krigsförband inom Mellersta militärområdet (Milo M). Den nya organisationen trädde i kraft den 1 juli 1994 och regementet kom bland annat att omfatta en försvarsområdesstab, depåverksamhet, skjutfältsdetalj och hemvärns- och frivilligsdetalj.

### Regementets nedläggning
Inför försvarsbeslutet 1996 föreslog regeringen för riksdagen att krigsorganisationen skulle minskas, där förslaget gällande Mellansverige var att avveckla Svea artilleriregemente (A 1), och Svea trängkår (T 1) i Linköping. Med bakgrund till att regeringen föreslog att de två förbanden skulle avvecklas, skulle Livgrenadjärbrigaden (IB 4) utgöra en solitär i Linköping utan några omedelbara samträningsmöjligheter eller stordriftsfördelar. Därför föreslog regeringen även en avveckling av Livgrenadjärbrigaden (IB 4) till fördel för Dalabrigaden i Falun, i syfte att öka andelen vinterutbildade förband. Vidare föreslog regeringen en ny försvarsområdesindelning vilket innebar att försvarsområdesstaberna i Gävle, Linköping och Västerås skulle avvecklas. Försvarsområdesstaben vid Livgrenadjärregementet avvecklades den 31 december 1997 vilket i praktiken innebar att även regementet avvecklades.
Från den 1 januari 1998 kom Östergötlands försvarsområde (Fo 41) att integreras i Södermanlands försvarsområde (Fo 43), under namnet Södermanlands och Östergötlands försvarsområde (Fo 43). Som stöd till hemvärn och frivilligverksamheten inom före detta Jämtlands försvarsområde bildades försvarsområdesgruppen Livgrenadjärgruppen.

## Ingående enheter
Genom försvarsbeslutet 1942 kom samtliga infanteriregementen att sätta upp fältregementen (krigsförband). Livgrenadjärregementet (I 4) kom två fältregementen att sättas upp, Livgrenadjärregementet (I 4) och Östgöta infanteriregemente (I 34). Genom försvarsbeslutet 1948 utgick fältregementen som förbandstyp och istället infördes en brigadorganisation inom armén. Livgrenadjärregementets två fältregementen kom med det att omorganiseras till en brigadorganisation.

### Livgrenadjärbrigaden
Livgrenadjärbrigaden (IB 4) ursprungligen Grenadjärbrigaden (IB 4) bildades 1949 genom att fältregementet Livgrenadjärregementet (I 4) omorganiserades till brigad. Genom försvarsbeslutet 1972 kom brigaden kom att bli Livgrenadjärregementets anfallsbrigad, då den antogs till brigadorganisationen IB 77 och var i början av 1990-talet försöksbrigad inför IB 2000. Den 1 juli 1994 avskildes Livgrenadjärbrigaden (IB 4) från regementet och blev ett kaderorganiserat krigsförband inom Mellersta militärområdet (Milo M), under det nya namnet Livgrenadjärbrigaden. Brigaden avvecklades den 31 december 1997 i samband med försvarsbeslutet 1996.

### Svea trängbataljon
Svea trängbataljon (T 1) var en utbildningsbataljon vid regementet åren 1985–1994. I försvarsbeslutet 1982 beslutades att Svea trängregemente skulle avvecklas senast 1987. Beslutet ändrades till att istället reducera regementet till en utbildningsbataljon, för att inordnas från den 1 juli 1985 under namnet Svea trängbataljon inom Livgrenadjärregementet (I 4). Från att varit ett utbildningsregemente med sju utbildningskompanier, kom den nya organisationen bestå av en stab och tre utbildningskompanier. Den 1 juli 1994 avskildes bataljonen från Livgrenadjärregementet och blev ett utbildningsförband inom Mellersta militärområdet (Milo M), under namnet Svea trängkår (T 1)

### Östgötabrigaden
Östgötabrigaden (IB 34) bildades 1949 genom att fältregementet Östgöta infanteriregemente (I 34) omorganiserades till brigad. Brigaden kom endast att organiseras efter förbandstypen IB 49 innan den upplöstes och avvecklades 1958 i samband med försvarsbeslutet 1958.

### Östergötlands försvarsområde
Östergötlands försvarsområde (Fo 41) ursprungligen Linköpings försvarsområde (Fo 41) bildades den 1 oktober 1942 och hade sin stab lokaliserad till Linköpings garnison. Den 1 juli 1953 uppgick Norrköpings försvarsområde (Fo 42) i försvarsområdet, vilket medförde att Linköpings försvarsområde omfattade hela Östergötlands län. I samband med OLLI-reformen den 1 juli 1976, antogs namnet Östergötlands försvarsområde, samtidigt som försvarsområdet fick gemensam stab med Livgrenadjärregementet (I 4). Östergötlands försvarsområde upplöstes och avvecklades tillsammans med regementet den 31 december 1997. Från den 1 januari 1998 integrerades försvarsområdet i Södermanlands och Östergötlands försvarsområde (Fo 43).

### Utbildningskompanier
| 1. Livkompaniet 2. Ydre kompani 3. Vakant, ingick i övningsbataljonen vid InfSS/SSM. Även benämnt som Grenadjärkompaniet 4. Vifolka kompani 5. Vakant, ingick i övningsbataljonen vid InfSS/SSM 6. Vreta kloster kompani 7. Vakant, ingick i övningsbataljonen vid InfSS/SSM 8. Kinds kompani 9. Stångebro kompani 10. Motala kompani 11. Bergslags kompani 12. Vadstena kompani |

## Förläggningar och övningsplatser

### Förläggning
Regementet övertog det dubbelkasernområde som uppfördes 1922 vid Regementsgatan i Linköping. Kasernerna uppfördes efter 1901 års härordnings byggnadsprogram efter Kasernbyggnadsnämndens andra typritningsserie för infanterietablissement. Åren 1928–1938 var regementet förlagt på både västra och östra delen av dubbelkasernområdet. Förbandsledningen var förlagd till Andra livgrenadjärregementets före detta kanslihus på västra delen och en av regementets bataljoner var förlagd till östra delen, vilken var den del som tidigare tillhörde Första livgrenadjärregementet. Att Livgrenadjärregementet förlades till Andra livgrenadjärregementet kasernetablissement på västra delen, när det kanske mer naturligt skulle förlagts till östra delen, ska berott på att Livgrenadjärregementets första chef Ludvig Falkman kom från Andra livgrenadjärregementet, samt att han ansett att närområdet med Grenadjärparken väster om kasernerna var mer utvecklade och att officersmässen på västra delen var lite finare.
Från 1939 var hela regementet lokaliserade till den västra delen. I samband med beredskapen räckte inte förläggningsutrymmena och ett antal baracker byggdes väster om kasernområdet, väster om Dansbaneberget. 1943 utökades i antalet våningar på tre av kasernerna (kasern 2, 4, 6) från två till tre på den sydvästra delen. 
I februari 1985 tillkom staben för Östergötlands försvarsområde, och sommaren samma år tillkom trängbataljonen ur Svea trängregemente. Trängbataljonen, vilken blev en del av Livgrenadjärregementet, förlades till den sydvästra delen (kasern 6) av dubbelkasernområdet. Efter att hela garnisonen avvecklades såldes området till det statliga fastighetsutvecklingsbolaget Vasallen.

### Övningsplatser
Från 1928 övades regementet vid det närbelägna Linköpings garnisons övnings- och skjutfält. Från 1943 kom även större skjutövningar göras vid Prästtomta skjutfält. Den 1 juli 1975 övertogs förvaltningsansvaret för Hästholmens skjutplats dit även pansarvärnsskjutningar hölls.

## Heraldik och traditioner
Livgrenadjärgruppen är sedan den 1 januari 1998 arvtagare till regementets färger och traditioner. Från den 1 juli 2013 förs regementets traditioner vidare av 30. livgrenadjärbataljonen och 31. livgrenadjärbataljonen, ingående i Livgrenadjärgruppen.

### Förbandsfanor
Åren 1928–1933 förde regementet fanorna från Första livgrenadjärregementet och Andra livgrenadjärregementet. Den 22 juni 1933 mottog regementet sin första egna fana, vilken överlämnades av kung Gustav V. Den 25 september 1964 mottog regementet sin andra fana, vilken även blev den sista, fanan överlämnades av kung Gustaf VI Adolf. Efter att regementet avvecklats, kom fanan att föras vidare av Livgrenadjärgruppen.  
På regementets fana, som pryds av Stora Riksvapnet finns 19 segernamn broderade, från Varberg 1565 till Svensksund 1790. Detta antal är flest i Sverige, och visar således att regementet varit ytterst framgångsrikt. Dessutom har ett av segernamnen, Rajovka, kunglig krona, vilket betyder att Kungen, Karl XII, personligen förde befälet över regementet vid slaget.

### Kamratförening
Livgrenadjärföreningen som är öppen för alla intresserade av Livgrenadjärregementet bildades 1938.
Efter att Livgrenadjärregementet avvecklades bildades också kamratföreningen Livgrenadjärmässens ideella förening, vilken är en ideell förening och har som syfte att vara en länk och samlingsplats för officerare som bor eller tjänstgjort i Östergötland.

### Utmärkelsetecken
År 1996 instiftades Livgrenadjärregementets minnesmedalj (LivregMSM) i silver.

### Vänförband
- Dronningens Livregiment, Danmark

## Förbandschefer
Sekund- och regementschefer verksamma vid regementet åren 1792–1816 och åren 1928–1997. Sekundchef var en titel som användes fram till den 31 december 1974 vid de regementen som ingick i Kungl. Maj:ts Liv- och Hustrupper. Åren 1791–1809 var kronprinsen regementschef. Åren 1818–1974 var H M Konungen regementschef. Åren 1975–1997 var monarken hederschef för regementet. Från 1975 betitlades regementschefen även försvarsområdesbefälhavare, och innehade graden överste av 1:a graden. Regementets sista chef blev Gunnar Ridderstad.

### Regementschefer
- 1928–1950: Gustaf V
- 1950–1973: Gustaf VI Adolf
- 1973–1974: Carl XVI Gustaf
- 1975–1975: Lennart Tollerz, tillförordnad
- 1975–1979: Lennart Bredberg
- 1979–1982: Sven Torfgård
- 1982–1987: Per-Arne Ringh
- 1987–1991: Lars-Eric Widman
- 1991–1995: Torbjörn Tillman
- 1995–1997: Gunnar Ridderstad

### Sekundchefer
- 1928–1933: Ludvig Falkman
- 1933–1937: Georg Alfred Edvard Ahlström
- 1937–1939: Carl Bennedich
- 1939–1943: Rutger R:son Gyllenram
- 1943–1952: Karl Einar Harald Appelbom
- 1952–1957: Holger Stenholm
- 1957–1963: Pieter Fürst
- 1963–1971: Sven Widegren
- 1971–1974: Ingvar Selander
- 1974–1974: Lennart Tollerz, tillförordnad

## Namn, beteckning och förläggningsort
| Kungl. Livgrenadjärregementet                           | 1928-01-01 | – | 1974-12-31 |
| Livgrenadjärregementet                                  | 1975-01-01 | – | 1975-06-30 |
| Livgrenadjärregementet och Östergötlands försvarsområde | 1975-07-01 | – | 1997-12-31 |

| I 4       | 1928-01-01 | – | 1975-06-30 |
| I 4/Fo 41 | 1975-07-01 | – | 1997-12-31 |

| Linköpings garnison (F)                         | 1928-01-01 | – | 1997-12-31 |
| Prästtomta skjutfält (Ö)                        | 1975-07-01 | – | 1997-12-31 |
| Hästholmens skjutplats (Ö)                      | 1975-07-01 | – | 1997-12-31 |
| Linköpings garnisons övnings- och skjutfält (Ö) | 1928-01-01 | – | 1997-12-31 |

## Galleri

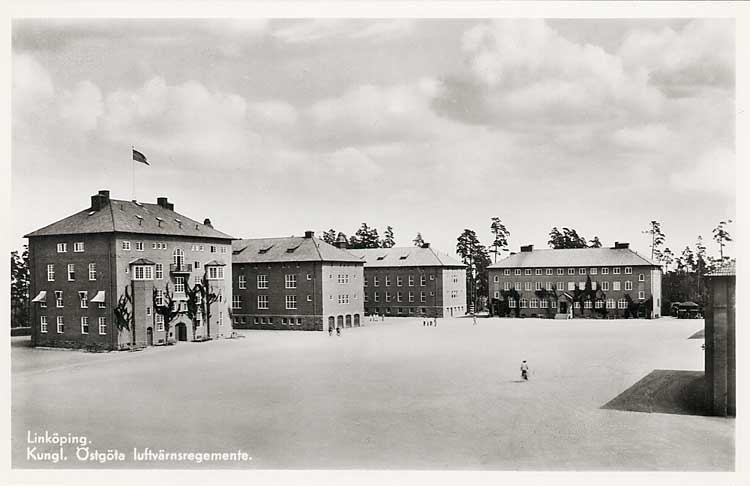
Östra delen av dubbelkasernområdet.
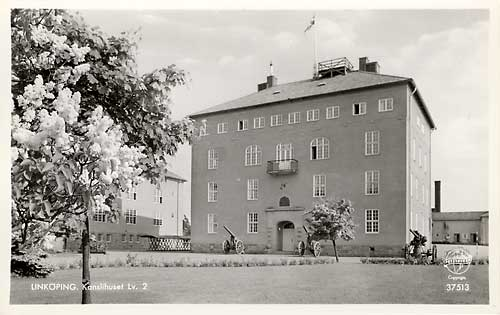
Kanslihuset vid östra delen av dubbelkasernområdet.
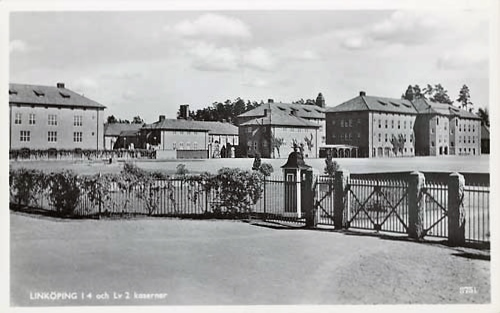
Västra och östra delen av dubbelkasernområdet.
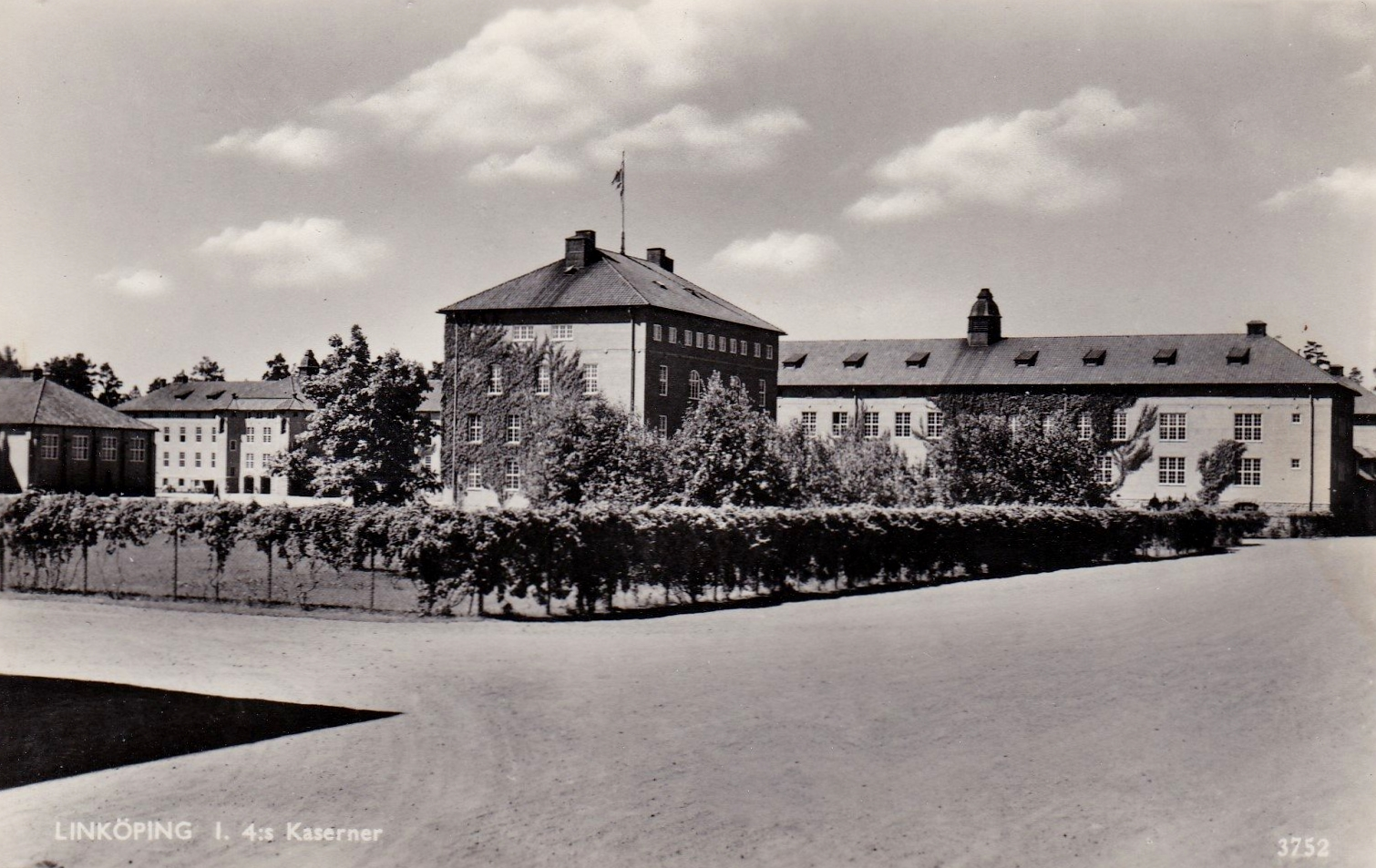
Kanslihuset vid västra delen av dubbelkasernområdet.
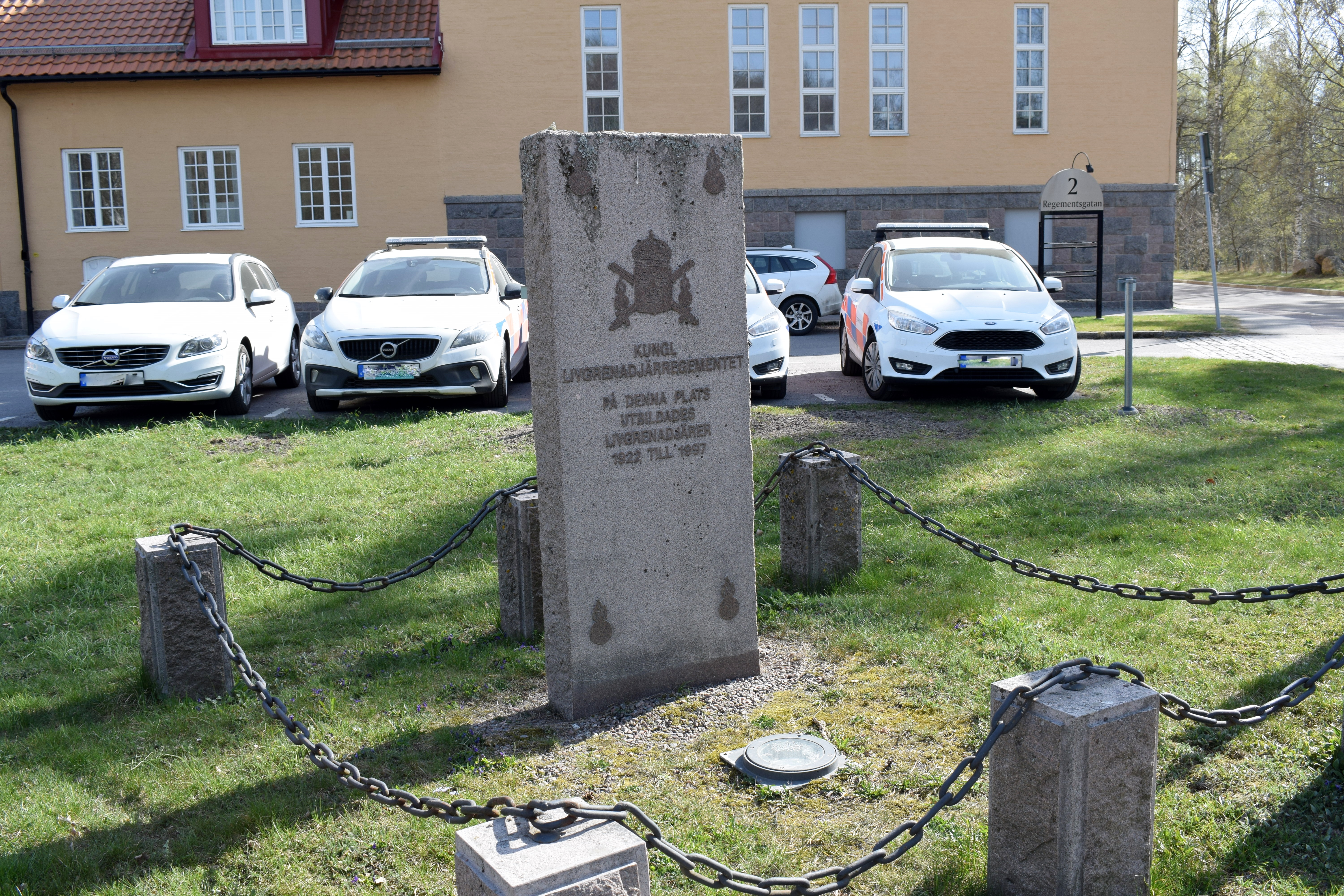
Minnessten över regementet.
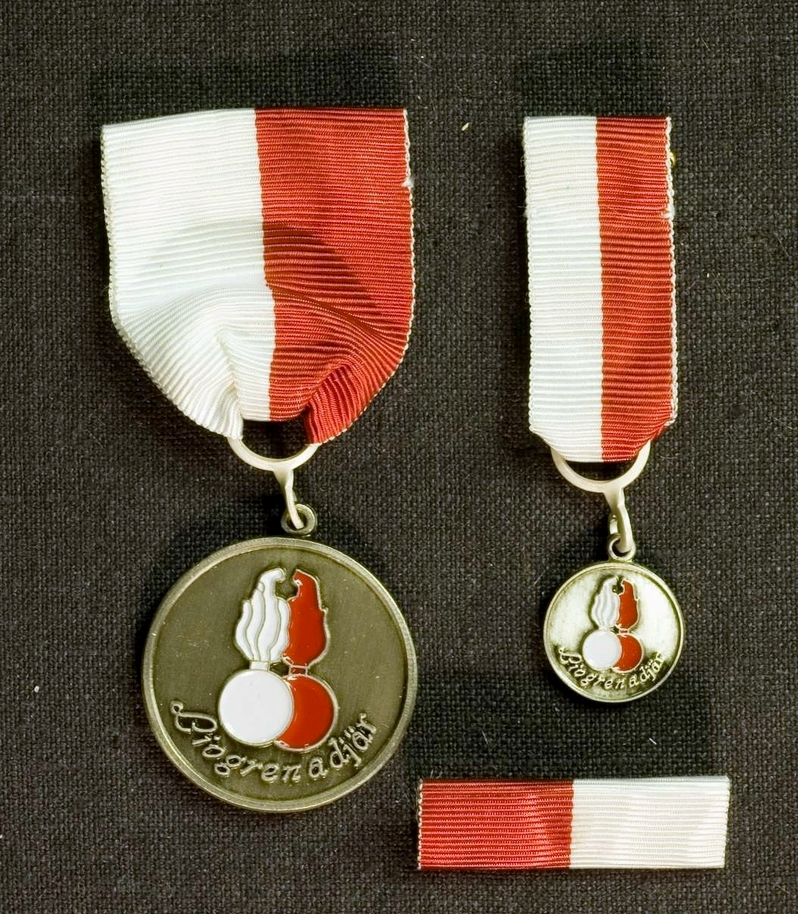
Minnesmedalj för Livgrenadjärregementet
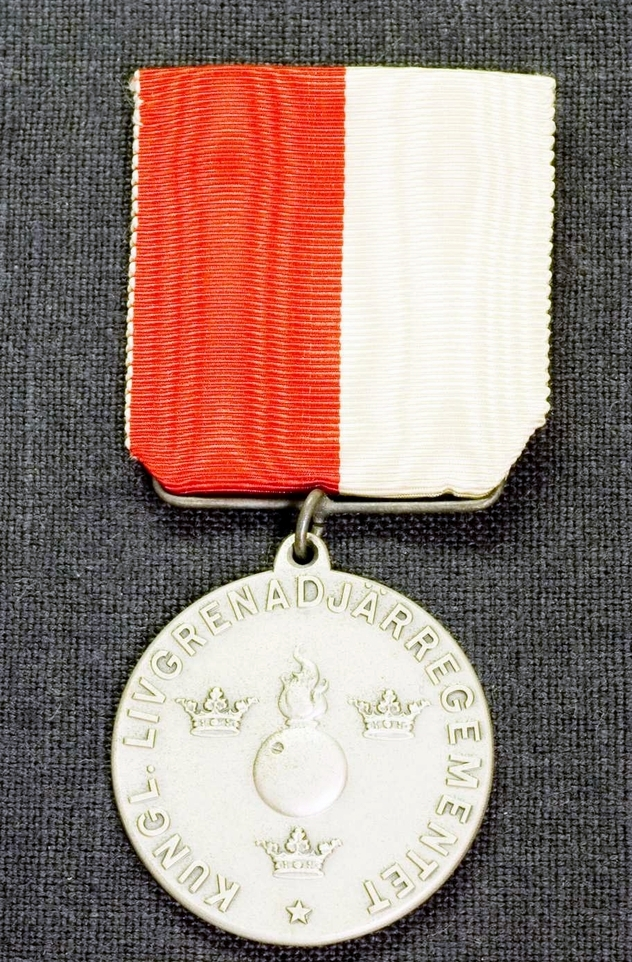
Livgrenadjärregementets förtjänstmedalj i silver
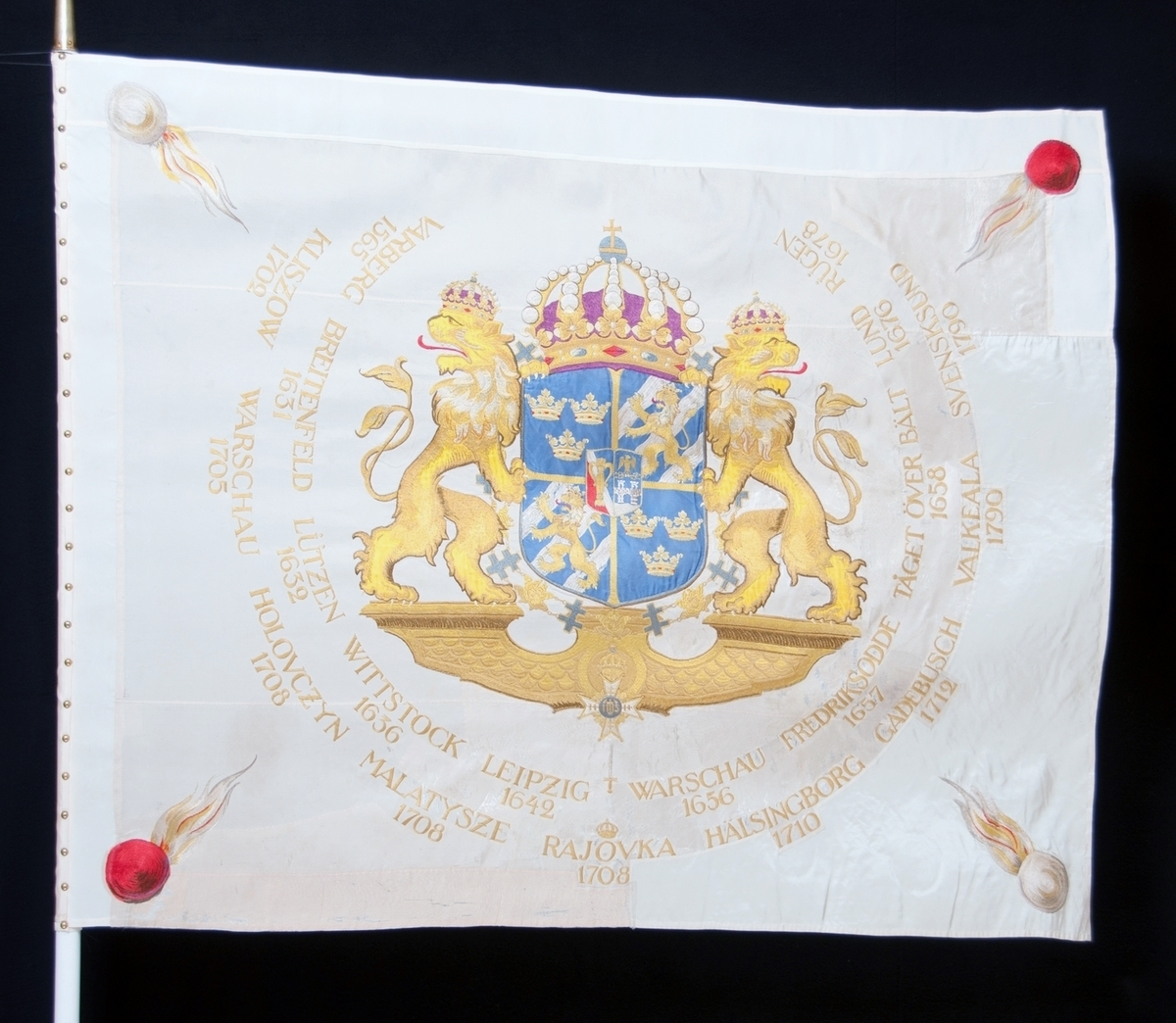
Fana m/1932 för Livgrenadjärregementet
Livgrenadjärregementets vapen 1994–1997
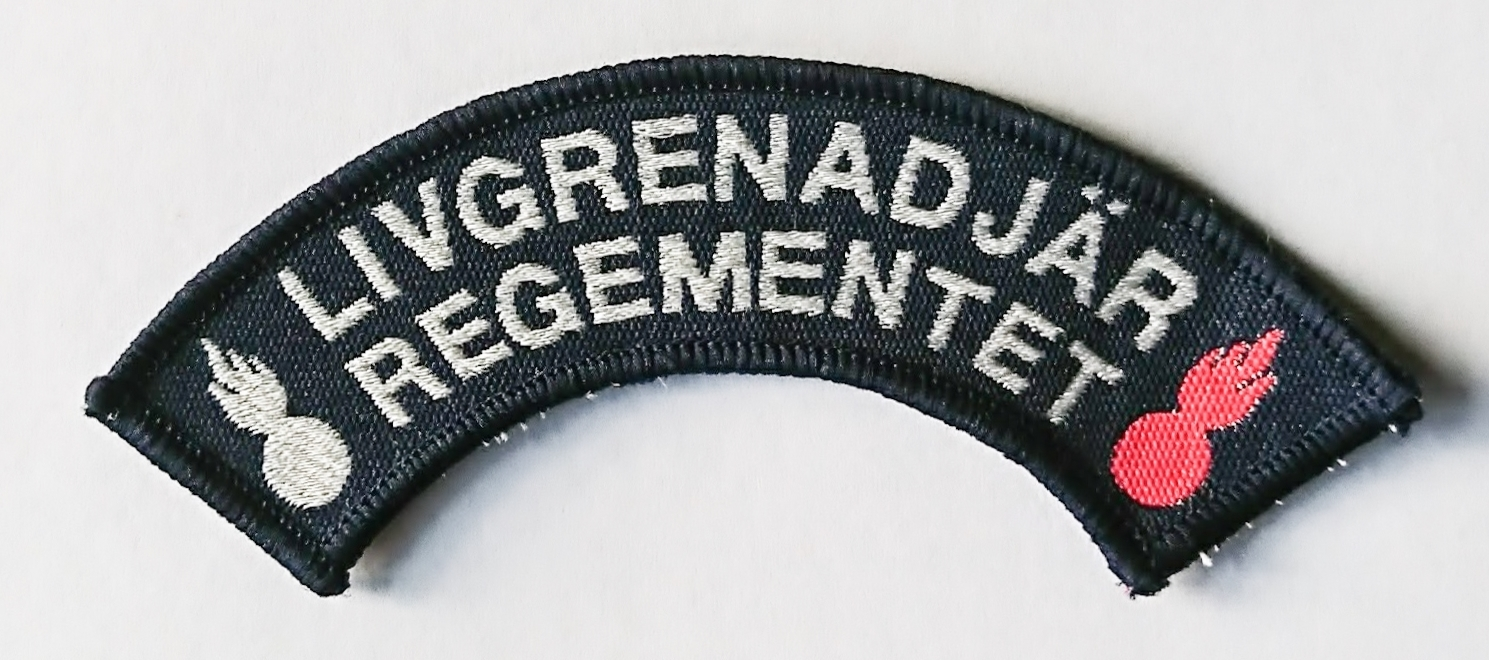
Tilläggstecken 1990–1997
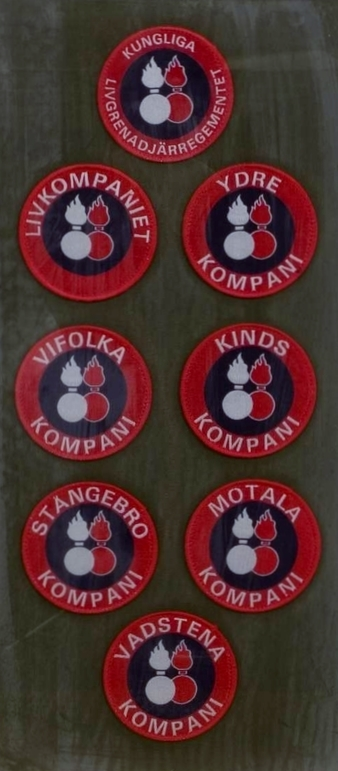
Kompanimärken 1981–1990.